# 麦当労道駅
麦当労道駅（マクドネルどうえき）は香港中西区にあるピークトラムの駅である。海抜95mの場所に位置する。
駅名は近くの道路「麥當勞道」から取られている。

かつては駅名のみ「麥當奴道」と旧名であったが、2022年8月27日に「麥當勞道駅」に改称したことにより、この問題は解消された。

## 駅構造
- 単式ホーム1面1線の地上駅。

## 歴史
- 1888年5月30日 - 開業。
- 2022年8月27日 - 現在の「麦当労道駅」という名称に改称。

## 利用状況
- ピークトラムの駅の中で一番少ない。

## 隣の駅
山頂纜車有限公司
ピークトラム
堅尼地道駅 - 麦當労道駅 - 梅道駅